# Björn Soldan
Björn Soldan (né le 6 octobre 1902 à Göteborg et mort le  9 septembre 1953 à Londres) est un photographe et réalisateur de cinéma finlandais.